# Episodi de La regina di spade
| nº | Titolo originale     | Titolo italiano             | Prima TV USA     | Prima TV Italia |
| -- | -------------------- | --------------------------- | ---------------- | --------------- |
| 1  | Destiny              | Al servizio della giustizia | 7 ottobre 2000   | 28 giugno 2003  |
| 2  | Death to the Queen   | La miniera di Montoya       | 14 ottobre 2000  |                 |
| 3  | Fever                | Febbre violenta             | 21 ottobre 2000  |                 |
| 4  | Vengeance            | Occhio per occhio           | 28 ottobre 2000  |                 |
| 5  | The Witness          | Fra due fuochi              | 4 novembre 2000  |                 |
| 6  | Duel with a Stranger | Un grande amore             | 11 novembre 2000 |                 |
| 7  | Running Wild         | Tradimento                  | 18 novembre 2000 |                 |
| 8  | Honor Thy Father     | La maschera d'oro           | 25 novembre 2000 |                 |
| 9  | Counterfeit Queen    | La falsa regina             | 13 gennaio 2001  |                 |
| 10 | The Serpent          | Caccia al serpente          | 20 gennaio 2001  |                 |
| 11 | The Pact             | Il patto                    | 27 gennaio 2001  |                 |
| 12 | The Emissary         | L'emissario                 | 3 febbraio 2001  |                 |
| 13 | Kidnapped            | Il rapimento                | 10 febbraio 2001 |                 |
| 14 | The Uncle            | Il passato chiede vendetta  | 17 febbraio 2001 |                 |
| 15 | Runaways             | I fuggiaschi                | 24 febbraio 2001 |                 |
| 16 | The Hanged Man       | L'impiccato                 | 21 aprile 2001   |                 |
| 17 | The Return           | Il ritorno                  | 28 aprile 2001   |                 |
| 18 | The Pretender        | Gli impostori               | 5 maggio 2001    |                 |
| 19 | Takes a Thief        | Ci vuole un ladro           | 12 maggio 2001   |                 |
| 20 | The Dragon           | Il drago                    | 19 maggio 2001   |                 |
| 21 | End of Days          | Ricordi e confidenze        | 26 maggio 2001   |                 |
| 22 | Betrayed             | Il tradimento di Grisham    | 2 giugno 2001    | 17 agosto 2003  |